# Станіслав Морозенко
Станісла́в-Н́естор Мрозови́цький гербу Прус ІІІ, відомий також як Морозе́нко (р. н. невід. — між 30 червня і 12 серпня 1649) — військово-політичний діяч доби Хмельниччини, корсунський полковник. Прототип героя української народної «Пісні про Морозенка».

## Життєпис
Походив з галицько-подільського шляхетського роду пруського походження, які в XIV ст. отримали маєток Мрозовиці в Белзькій землі. Його батьками були тереболянський підстароста Павло Мрозовицький та Анна Корицінська гербу Топор.
Навчався у Краківському і Падуанському університетах. Проживав у селі Кровинка Теребовлянського району.
З 1638 року — полковник реєстрового козацького війська. З 1648 року — полковий обозний Кропивнянського полку, а з кінця 1648 по початок 1649 року — полковник корсунський.
Організатор військових дій на Поділлі, брав участь у битві під Пилявцями. Організатор військових дій на півночі Поділля і на Волині, взаємодіяв з корпусом Максима Кривоноса.
Керував козацькою кіннотою під Збаражем, де загинув у бою.

## Пісня про Морозенка
Прототип героя української народної історичної «Пісні про Морозенка», в якій відображено його подвиги, мужність та героїчну смерть.

## Вшанування пам'яті
Вулиця Полковника Морозенка у містах Тернопіль, Коломия, Хмельницький, Кривий Ріг.
Вулиця Морозенка у Львові, Стрию, Рівному.
15 лютого 2023 року у селі Кропивна провулок Чехова перейменовано на провулок Нестора Морозенка.
Морозенко згадується у пісні Сестрички Віки "Ганьба".
|  | Хто не живе, той не вмирає, хто не заснув, той си не просинає, хто очі не відкрив, той ніц не баче, за тобою Морозенко вся Вкраїна плаче |

У фільмі "Богдан-Зиновій Хмельницький (фільм)" роль Морозенка зіграв актор Тарас Денисенко.